# Loni
Loni è una suddivisione dell'India, classificata come nagar panchayat, di 120.659 abitanti, situata nel distretto di Ghaziabad, nello stato federato dell'Uttar Pradesh. In base al numero di abitanti la città rientra nella classe I (da 100.000 persone in su).

## Geografia fisica
La città è situata a 28° 45' 0 N e 77° 16' 60 E e ha un'altitudine di 202 m s.l.m.

## Società

### Evoluzione demografica
Al censimento del 2001 la popolazione di Loni assommava a 120.659 persone, delle quali 64.976 maschi e 55.683 femmine. I bambini di età inferiore o uguale ai sei anni assommavano a 23.592, dei quali 12.621 maschi e 10.971 femmine. Infine, coloro che erano in grado di saper almeno leggere e scrivere erano 59.343, dei quali 37.145 maschi e 22.198 femmine.